# Bridgestone

Bridgestone Corporation (株式会社ブリヂストン; Kabushiki-gaisha Burijisuton) je japonski koncern , ki ga je leta 1931 v mestu Kurume, Fukuoka, ustanovil Shojiro Ishibashi (石橋正二郎; Ishibashi Shōjirō). Ime Bridgestone izvira iz dobesednega prevoda in transliteracije izraza ishibashi, kar v japonskem jeziku pomeni »kamniti most«. Trenutno je podjetje največji izdelovalec pnevmatik na svetu. 
Trenutno je Bridgestone uvrščen v vrh svetovnega trga s pnevmatikami, sledita mu Michelin na drugem in Goodyear na tretjem mestu. Koncem leta 2005 je število proizvodnih obratov podjetja naraslo na 141, nahajajo se v 24-ih državah sveta.